# Powiat Altötting
Powiat Altötting (niem. Landkreis Altötting) – powiat w Niemczech, w kraju związkowym Bawaria, w rejencji Górna Bawaria, w regionie Südostoberbayern.
Siedzibą powiatu Altötting jest miasto Altötting.

## Podział administracyjny
W skład powiatu Altötting wchodzą:
- cztery gminy miejskie (Stadt)
- dwie gminy targowe (Markt)
- 18 gmin wiejskich (Gemeinde)
- pięć wspólnot administracyjnych (Verwaltungsgemeinschaft)

Miasta:
| Lp. | Nazwa miasta  | Ludność (31.12.2011) | Powierzchnia km² |
| --- | ------------- | -------------------- | ---------------- |
| 1   | Altötting     | 12.612               | 23,38            |
| 3   | Burghausen    | 18.222               | 19,85            |
| 3   | Neuötting     | 8.527                | 36,60            |
| 4   | Töging am Inn | 9.089                | 13,66            |

Gminy targowe:
| Lp. | Nazwa gminy targowej | Ludność (31.12.2011) | Powierzchnia km² |
| --- | -------------------- | -------------------- | ---------------- |
| 1   | Marktl               | 2.653                | 27,84            |
| 2   | Tüßling              | 3.229                | 19,57            |

Gminy wiejskie:
| Lp. | Nazwa gminy            | Ludność (31.12.2011) | Powierzchnia km² |
| --- | ---------------------- | -------------------- | ---------------- |
| 1   | Burgkirchen an der Alz | 10.467               | 46,21            |
| 2   | Emmerting              | 4.136                | 14,08            |
| 3   | Erlbach                | 1.174                | 28,13            |
| 4   | Feichten an der Alz    | 1.187                | 17,91            |
| 5   | Garching an der Alz    | 8.403                | 25,87            |
| 6   | Haiming                | 2.466                | 28,67            |
| 7   | Halsbach               | 953                  | 22,08            |
| 8   | Kastl                  | 2.645                | 27,36            |
| 9   | Kirchweidach           | 2.293                | 20,16            |
| 10  | Mehring                | 2.244                | 23,37            |
| 11  | Perach                 | 1.209                | 14,14            |
| 12  | Pleiskirchen           | 2.374                | 52,59            |
| 13  | Reischach              | 2.619                | 28,46            |
| 14  | Stammham               | 1.047                | 5,67             |
| 15  | Teising                | 1.873                | 5,38             |
| 16  | Tyrlaching             | 972                  | 20,54            |
| 17  | Unterneukirchen        | 2.928                | 23,26            |
| 18  | Winhöring              | 4.679                | 24,58            |

Wspólnoty administracyjne:
| Lp. | Nazwa wspólnoty administracyjnej | Ludność (31.12.2011) | Powierzchnia km² | Liczba gmin |
| --- | -------------------------------- | -------------------- | ---------------- | ----------- |
| 1   | Emmerting                        | 6.380                | 37,45            | 2           |
| 2   | Kirchweidach                     | 5.405                | 80,69            | 4           |
| 3   | Marktl                           | 3.700                | 33,51            | 2           |
| 4   | Reischach                        | 5.002                | 70,73            | 3           |
| 5   | Unterneukirchen                  | 5.573                | 50,62            | 2           |

## Polityka

### Landrat
- 1952-1964: Sigismund Scheupl (CSU)
- 1964-1969: Johann Schimmelbauer (bezpatyjny)
- 1970-2000: Sebastian Dönhuber (SPD)
- od 2000: Erwin Schneider (CSU)

### Kreistag
|                          |                          | 2002   | 2002    | 2002   | 2008   | 2008   | 2008   |
| miejsca                  | %                        | głosy  | miejsca | %      | głosy  |        |        |
| ------------------------ | ------------------------ | ------ | ------- | ------ | ------ | ------ | ------ |
|                          | CSU                      | 31     | 49,6%   | 26 064 | 28     | 45,2%  | 22 192 |
|                          | SPD                      | 15     | 23,3%   | 12 249 | 15     | 24,6%  | 12 069 |
|                          | Zieloni                  | 2      | 4,7%    | 2 450  | 4      | 5,5%   | 2 697  |
|                          | FW                       | 9      | 14,9%   | 7 842  | 9      | 15,6%  | 7 663  |
|                          | REP                      | 1      | 2,7%    | 1 405  | 1      | 2,6%   | 1 267  |
|                          | ödp                      | 1      | 1,9%    | 983    | 1      | 2,7%   | 1 330  |
|                          | FDP                      | 1      | 2,9%    | 1 547  | 2      | 3,8%   | 1 877  |
|                          |                          | 60     | 100%    | 52 540 | 60     | 100%   | 49 095 |
| uprawnieni do głosowania | uprawnieni do głosowania | 83 595 | 83 595  | 83 595 | 85 004 | 85 004 | 85 004 |
| głosy ważne              | głosy ważne              | 52 540 | 52 540  | 52 540 | 49 095 | 49 095 | 49 095 |
| głosy nieważne           | głosy nieważne           | 1 880  | 1 880   | 1 880  | 2 191  | 2 191  | 2 191  |
| frekwencja               | frekwencja               | 65,1%  | 65,1%   | 65,1%  | 60,3%  | 60,3%  | 60,3%  |